# Гашение пером (почта)

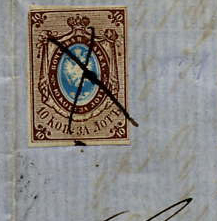
Вырезка с первой маркой России (1857), погашенной пером крест-накрест (X-cancel)

Гаше́ние перо́м, или рукопи́сное гаше́ние, — в филателии гашение (либо почтовой марки, либо доплатной марки), сделанное пером, ручкой или фломастером, хотя, возможно ошибочно, сюда также относят гашения, сделанные цветным карандашом или грифелем.

## Описание и история

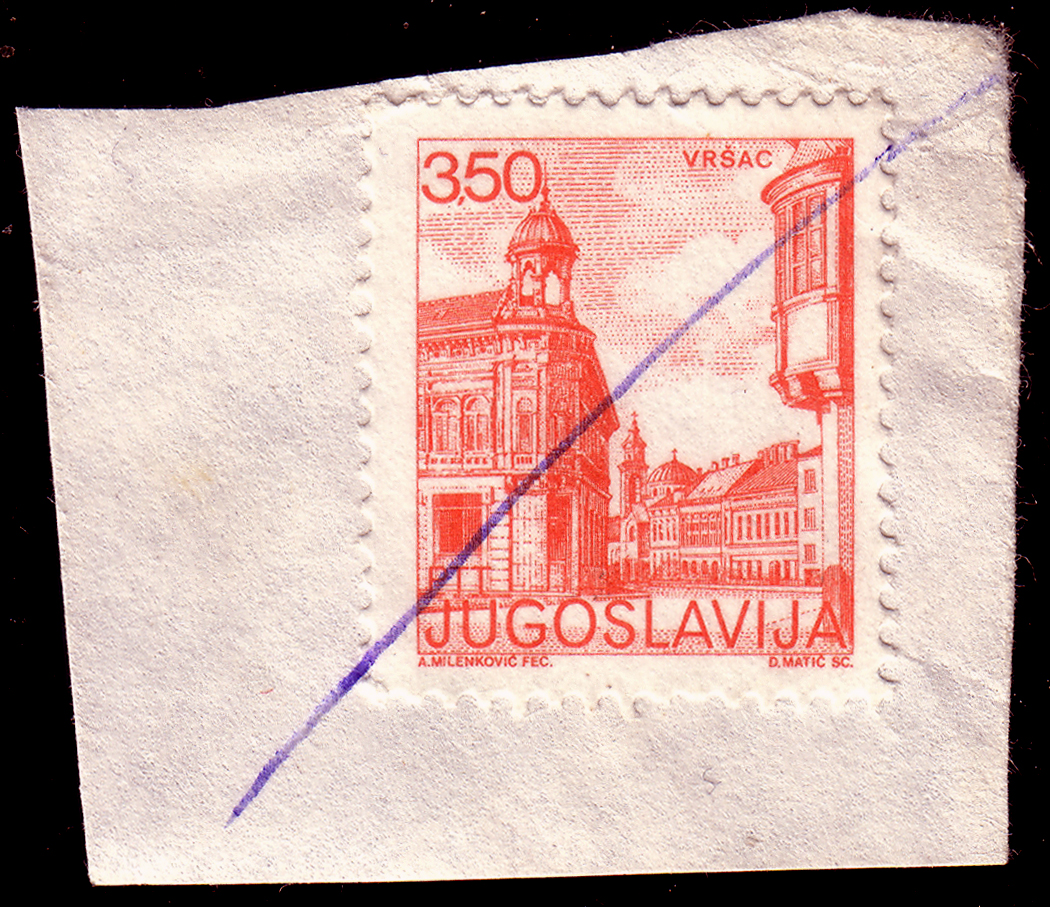
Гашение шариковой ручкой почтовой марки Югославии (1981)

Введённые в оборот с 1840 года почтовые марки сразу же породили потребность в ясном указании на франкированных марками почтовых отправлениях, что знак почтовой оплаты выполнил свою функцию и должен быть аннулирован. Самый простой и естественный способ — сделать на марках заметные отметки пером и чернилами, поэтому самые ранние гашения марок именно так и делались. Однако до изобретения шариковой ручки этот процесс был более трудоёмок и занимал больше времени, чем применение ручного почтового штемпеля, что и привело к развитию ручных штемпелевальных устройств для гашения марок и постепенному отказу от гашения пером. Согласно филателистическому глоссарию на сайте «Linn's Stamp News», «гашение пером также может служить указанием на то, что марка была использована в качестве фискальной».
От гашений пером следует отличать отметки, сделанные на марках, выпущенных в 2003 году в Великобритании — так называемых «поздравительных марок с возможностью выбора варианта поздравления» («Occasions „Multiple Choice“ stamps»), на которых имелись специальные квадратики, где надо было поставить «птичку» ручкой, равно как и некоторые другие необычные пометки ручкой (к примеру, адреса́, написанные прямо на почтовых блоках).

Гашения пером иногда встречаются и в наши дни, поскольку в целях предотвращения повторного использования почтовых марок в ущерб почте у почтовых служащих есть указания погашать (путём гашения пером среди других возможных методов) марки, пропущенные штемпелевальной машиной или ручным почтовым штемпелем. Очевидно, почтовики также могут прибегать к гашению пером при подсчёте достаточности и правильности стоимости марок, наклеенных на почтовом отправлении, если их на нём наклеено много, для оплаты почтового тарифа. В зависимости от типа использованной ручки или фломастера, гашение пером может лишить наклеенную почтовую марку филателистической ценности, либо весь конверт, если марка сохранена на конверте, и это вызвало жалобы со стороны коллекционеров марок на то, что почтовые служащие, обвиняемые в излишнем служебном рвении, наносят слишком жирные и чрезмерные гашения маркером. Вместе с тем, есть и такие филателисты, которые рады обнаружить на почтовых отправлениях не оттиски ручного штемпеля или машинного гашения, а гашения пером.

## Виды гашения пером
В зависимости от формы выделяется несколько видов гашения пером:
- гашение перечёркиванием (X-cancel),
- гашение «двойным крестом» («double crossroads»)[12],
- гашение в форме «решётки» («crosshatch»),
- гашение параллельными линиями,
- гашение в форме «извилистой линии» («snake»),
- гашение в форме «пятна» («blot»)[6],
- гашение надписью (в форме пометок почтового служащего)[13]: город, в котором, очевидно, было отправлено почтовое отправление[14], или, возможно, «инициалы местного почтмейстера»[6].

## Фальсификация
Гашёная марка с гашением пером может стоить меньше по сравнению с маркой с гашением другого типа. Некоторые люди удаляют или пытаются удалить гашения пером, стремясь выдать гашёную марку за негашёную, чтобы продать её подороже или по другим причинам. В случае подозрений на удаление гашения пером проводится анализ с использованием микроскопа.